# Cinque Nazioni femminile 2000
Il Cinque Nazioni 2000 fu la seconda edizione a chiamarsi con tale nome del torneo rugbistico femminile europeo oggi noto come Sei Nazioni, e la quinta assoluta; rispetto all'edizione precedente, vide l'uscita dell'Irlanda e l'ingresso al suo posto della Spagna.
Il torneo fu vinto dall'Inghilterra, che realizzò il Grande Slam.

## Calendario

### 1ª giornata
| Swansea 4 febbraio 2000 | Galles | 10 – 27 referto | Francia |  |

| Banbury 6 febbraio 2000 | Inghilterra | 31 – 7 referto | Spagna |  |

### 2ª giornata
| Arbitro: | Bernd Gabbei |

|                        |      |                                       |
| Sagols 16’ tecnica 28’ | mt   | 7’ Yapp 21’ M. Edwards 47’, 79’ Diver |
| Sartini 16’            | tr   | 47’, 79’ Frost                        |
| Sartini 43’, 70’       | c.p. |                                       |

| Murcia 18 febbraio 2000 | Spagna | 13 – 9 | Scozia |  |

### 3ª giornata
| Newbury 5 marzo 2000 | Inghilterra | 51 – 0 | Galles |  |

| Edimburgo 6 marzo 2000 | Scozia | 7 – 10 | Francia |  |

### 4ª giornata
| Dax 18 marzo 2000 | Francia | 38 – 5 | Spagna |  |

| Caerphilly 19 marzo 2000 | Galles | 12 – 36 | Scozia |  |

### 5ª giornata
| Edimburgo 1º aprile 2000 | Scozia | 9 – 64 | Inghilterra |  |

| Majadahonda 1º aprile 2000 | Spagna | 18 – 10 | Galles |  |

## Classifica
| Pos | Squadra     | G | V | N | P | PF  | PS  | DP   | Pt |
| --- | ----------- | - | - | - | - | --- | --- | ---- | -- |
| 1   | Inghilterra | 4 | 4 | 0 | 0 | 170 | 24  | +146 | 8  |
| 2   | Francia     | 4 | 3 | 0 | 1 | 83  | 46  | +37  | 6  |
| 3   | Spagna      | 4 | 2 | 0 | 2 | 43  | 88  | −45  | 4  |
| 4   | Scozia      | 4 | 1 | 0 | 3 | 61  | 99  | −38  | 2  |
| 5   | Galles      | 4 | 0 | 0 | 4 | 32  | 132 | −100 | 0  |